# الإمبراطورة كوجون

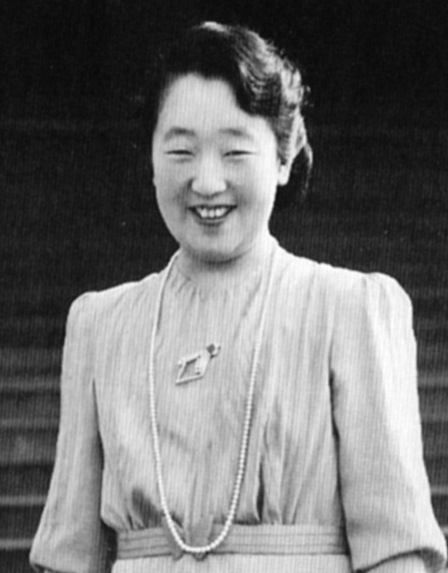
الإمبراطورة كوجون

 الإمبراطورة كوجون  (6 مارس 1903 - 16 يونيو 2000) زوجة الإمبراطور هيروهيتو إمبراطور اليابان السابق، ووالدة الإمبراطور أكيهيتو. ولدت باسم «الأميرة ناجاكو»، غير أنها اتخذت عند التتويج اسم «كوجون»، والذي يعني «العطر النقي».
بقيت الإمبراطورة كوجون الإمبراطورة القرينة من 25 ديسمبر 1926 إلى 7 يناير 1989، وهي أطول فترة بين كل الإمبراطورات السابقات في تاريخ اليابان.